# Document Object Model
Document Object Model (Mô hình Đối tượng Tài liệu), viết tắt là DOM, là một giao diện lập trình ứng dụng (API). Thông thường, DOM có dạng một cây cấu trúc dữ liệu, được dùng để truy xuất các tài liệu dạng HTML và XML. Mô hình DOM độc lập với hệ điều hành và dựa theo kỹ thuật lập trình hướng đối tượng để mô tả tài liệu.
Ban đầu, chưa có chuẩn thống nhất nên các thành phần trong một tài liệu HTML mô tả bằng các phiên bản khác nhau của DOM được hiển thị bởi các chương trình duyệt web thông qua JavaScript. Điều này buộc World Wide Web Consortium (W3C) phải đưa ra một loạt các mô tả kĩ thuật về tiêu chuẩn cho DOM để thống nhất mô hình này.
Mặc dù một tài liệu hay văn bản có cấu trúc chặt chẽ (well-structured document) luôn luôn có thể được mô hình hóa bằng một cấu trúc dạng cây, DOM không có giới hạn về cấu trúc dữ liệu của một tài liệu.
Hầu hết các bộ phân tích XML (XML parsers) (ví dụ: Xerces) và bộ xử lý XSL (ví dụ: Xalan) đã được phát triển để sử dụng cấu trúc cây này. Những hiện thực như vậy đòi hỏi toàn bộ nội dụng của một văn bản phải được phân tích và lưu trong bộ nhớ. Vì thế, DOM được sử dụng tốt nhất trong các ứng dụng mà trong đó các thành phần của tài liệu có thể được truy xuất và thao tác một cách ngẫu nhiên. Với các ứng dụng dựa trên XML, bao gồm yêu cầu đọc/ghi có chọn lọc cho mỗi lần phân tích (one-time selective read/write per parse), DOM cho thấy được sự tối ưu về mặt bộ nhớ. Trong các trường hợp đó thì giao diện lập trình ứng dụng SAX trở nên rất tiện lợi về cả mặt tốc độ và bộ nhớ.

## Cấp độ
Các phiên bản mô hình DOM được xếp theo cấp độ hay bậc (level). Hiện tại thì, bản chi tiết kĩ thuật hiện hành của DOM đang ở cấp độ 2. Tuy vậy một số ở bản mô tả chi tiết kĩ thuật cấp độ 3 đang là khuyến khích sử dụng của W3C.
Cấp độ 0
Bao gồm mọi chi tiết DOM theo quy định của từng nhà phát triển riêng biệt tồn tại trước khi DOM cấp độ 1 ra đời. Ví dụ: document.images, document.forms, document.layers, và document.all. Chú ý: đây là mô tả chi tiết kĩ thuật chính thức bởi W3C hơn là một tham khảo đến những thứ tồn tại trước khi xảy ra quá trình chuẩn hóa.
Cấp độ 1
Cách duyệt qua tài liệu (cấu trúc cây) của DOM (HTML và XML) và thao tác nội dung (bao gồm việc thêm thành phần). Các thành phần riêng cho HTML cũng được đưa vào.
Cấp độ 2
Hỗ trợ không gian tên XML, khung nhìn có lọc (filtered views) và các sự kiện DOM.
Cấp độ 3
Nhằm nâng cao các khả năng của DOM, cấp độ 3 chứa sáu bản mô tả chi tiết kĩ thuật khác nhau: 1) the DOM Level 3 Core; 2) the DOM Level 3 Load and Save; 3) the DOM Level 3 XPath; 4) the DOM Level 3 Views and Formatting; 5) DOM Level 3 Requirements; and 6) the DOM Level 3 Validation.

## Sử dụng trong trình duyệt web
Các hiện thực khác nhau của DOM trong các trình duyệt web khác nhau đã dẫn đến các vấn đề không tương hợp trong quá khứ. Vì thế, các lập trình viên web tốt hơn hết là nên kiểm tra xem một thuộc tính có tồn tại hay không trước khi sử dụng nó. Đoạn mã sau cho thấy cách kiểm tra phương thức quan trọng của W3CDOM có tồn tại hay không trước khi muốn thực thi đoạn mã phụ thuộc vào sự hỗ trợ của W3CDOM.
```
  
if
 
(
document
.
getElementById
 
&&
 
document
.
getElementsByTagName
)
 
{

     
// vì các phương thức quan trọng getElementById và getElementsByTagName

     
// có mặt nên đoạn mã sau có thể an toàn mà sử dụng chúng.

 

     
obj
 
=
 
document
.
getElementById
(
"navigation"
)

     
// đoạn mã khác có sử dụng W3CDOM.

     
//.....

  
}

```

Chương trình duyệt Internet Explorer của Microsoft – phiên bản 5 (1999),... phiên bản 6 (2001) – là một trong các trình duyệt phổ biến nhất trong năm 2005. Internet Explorer và các trình duyệt khác dựa trên động cơ hiển thị Gecko như là Mozilla và Firefox hỗ trợ nhiều thuộc tính của W3C DOM. Vì thế các vấn đề trong việc sử dụng W3CDOM không còn tồn tại nhiều nữa như từng có trước đây với Internet Explorer 4.x và Netscape 4.x vào năm 2000. Bảng trong bài so sánh các động cơ hiển thị (DOM) cho thấy các phương thức và thuộc tính nào có thể được sử dụng một cách an toàn cho mỗi chương trình duyệt.

## Bản đặc tả chi tiết kĩ thuật
- Document Object Model (DOM) Level 1 Specification
- Level 2 Recommendations:
  - Document Object Model (DOM) Level 2 Core Specification
  - Document Object Model (DOM) Level 2 Views Specification
  - Document Object Model (DOM) Level 2 Events Specification
  - Document Object Model (DOM) Level 2 Style Specification
  - Document Object Model (DOM) Level 2 Traversal and Range Specification
  - Document Object Model (DOM) Level 2 HTML Specification
- Level 3 Recommendations:
  - Document Object Model (DOM) Level 3 Core Specification
  - Document Object Model (DOM) Level 3 Load and Save Specification
  - Document Object Model (DOM) Level 3 Validation Specification
- Level 3 Working Group Notes:
  - Document Object Model (DOM) Level 3 XPath Specification
  - Document Object Model (DOM) Level 3 Views and Formatting Specification
  - Document Object Model (DOM) Requirements